# Génétaires

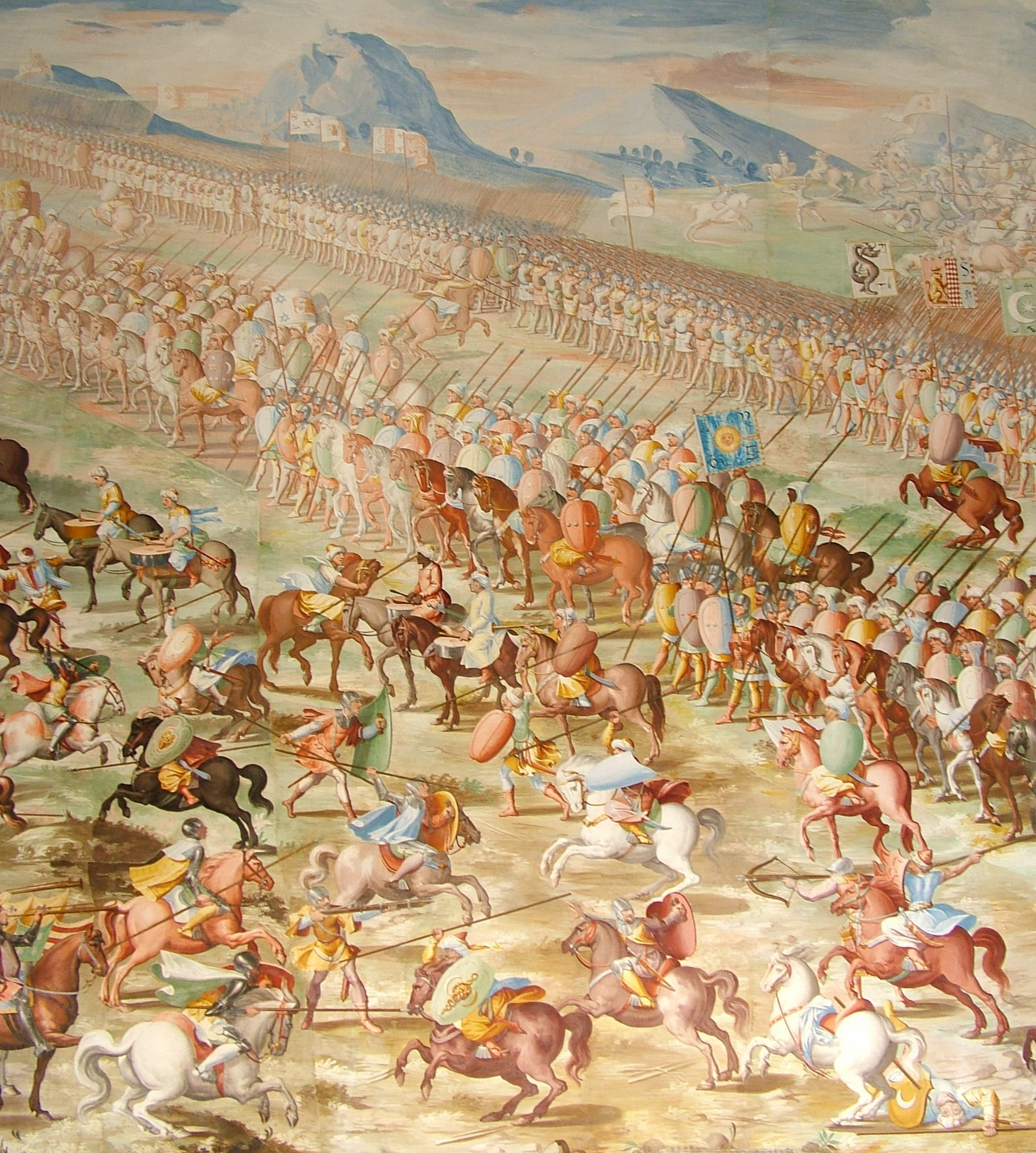
Les génétaires à la bataille de La Higueruela en 1431.

Les génétaires (en espagnol Jinete) sont des cavaliers espagnols du Moyen Âge. Nommés d'après les Zénètes, une tribu berbère, ces cavaliers légers ont pour origine des mercenaires musulmans d'Afrique du Nord venus se battre pour le compte de l'émirat de Grenade ou des royaumes chrétiens.

## Description
Habillés à la moresque, monté à dos de cheval genet, ils étaient équipés d'une genette, une sorte de lance. Au côté de cette arme, l'élément de leur équipement le plus important était l'adarge, un bouclier léger en cuir. Leur manière de monter à cheval, appelée le style a la jineta, se distingue par l'utilisation d'étrivières courtes.